# Arco venoso plantar
O arco venoso plantar é um arco venoso do pé.